# El Mercurio de Valparaíso
Pour les articles homonymes, voir Mercurio (homonymie).
El Mercurio de Valparaíso est un journal chilien fondé en 1827. Il est à ce titre le plus vieux quotidien du pays et au-delà le plus ancien quotidien de langue espagnole dans le monde à continuer de paraître.

## Histoire

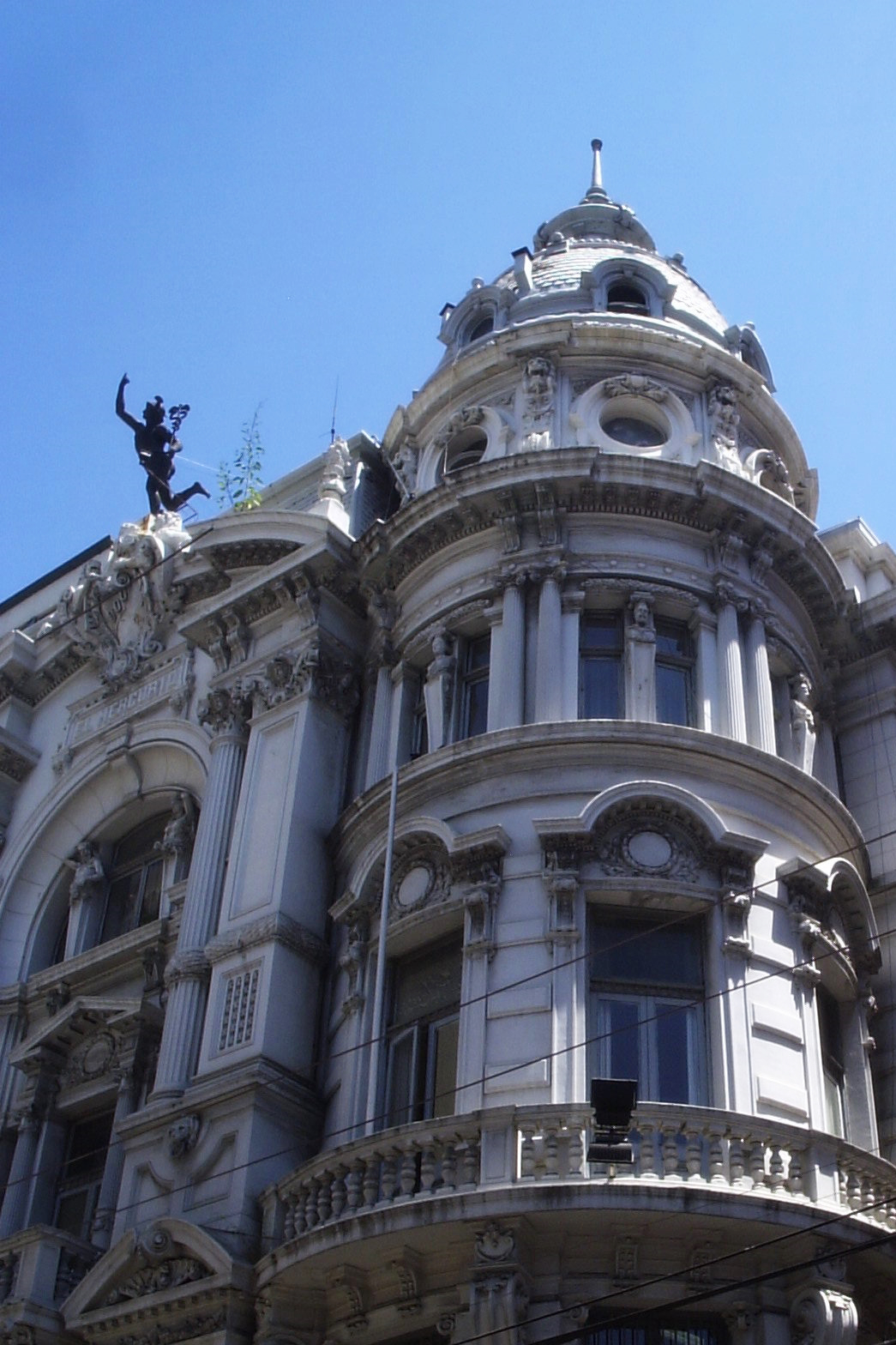
Siège du Mercurio de Valparaíso.

Fondé par Pedro Félix Vicuña et José Ignacio Zenteno, le premier numéro du Mercurio de Valpo parut le 12 septembre 1827. À ses débuts, le journal ne paraissait que le mercredi et le samedi, ne disposait pas d'une équipe permanente de rédacteurs et s'alimentait des collaborations de son fondateur et d'amis invités à y écrire. C'est seulement à partir du 5 mai 1829 que le journal commença à paraître quotidiennement.
À partir de 1848, fut insérée dans le journal la rubrique El Mercurio del Vapor qui donnait des informations sur les bateaux qui rentraient et sortaient du port de Valparaíso. Cette rubrique devint par la suite une publication à part jusu'en 1882.
Du 13 août 1853 au 31 décembre 1858, El Mercurio de Valparaíso publia un journal régional destiné aux provinces et baptisé El Mercurio de Provincias.
L'imprimerie du journal fut, de 1827 à 1838, installée dans le quartier de l'église de La Matriz. Elle fut transférée en 1838 dans un bâtiment situé plazuela Saint-Augustin. En 1841, c'est à l'angle de la rue de la Douane (aujourd'hui rue Prat) et de la montée de l'Almendro (auj. rue Urriola) que s'installe le journal. Par la suite, El Mercurio s'établit rue Saint-Jean-de-Dieu (auj. rue Condell). De 1869 à 1901, le journal occupe un bâtiment situé rue de la Douane (Prat) avant de s'installer dans les locaux qu'il occupe encore actuellement, au numéro 1002 de la rue Esmeralda, dans la partie commerciale et financière du quartier du port.